# Linia kolejowa nr 193
Linia kolejowa nr 193 – rozebrana linia kolejowa łącząca Racibórz Studzienną z Krzanowicami Południowymi.

## Historia

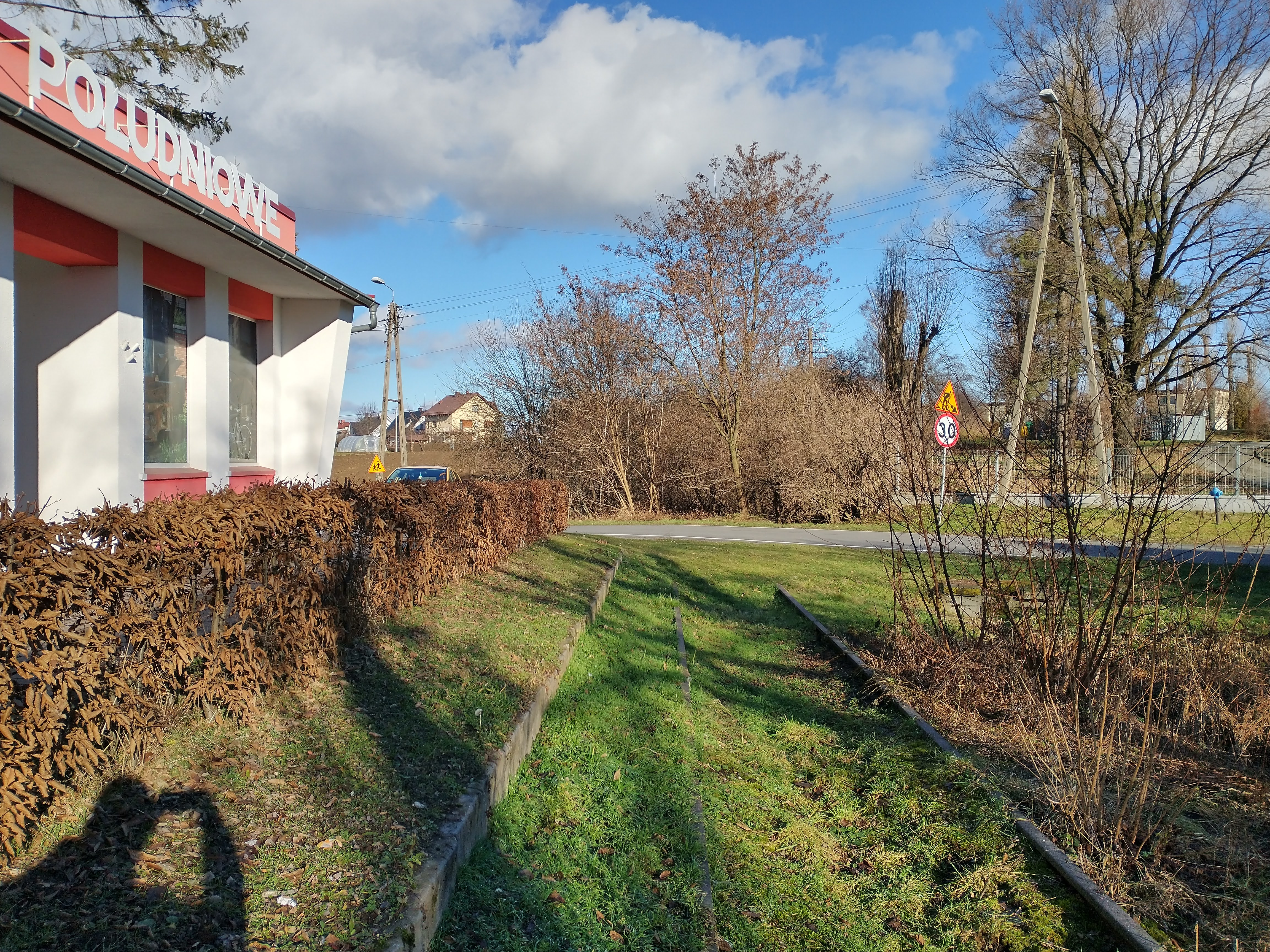
Krzanowice Płd. (2022)

Pierwsze koncepcje budowy 34-kilometrowej linii kolejowej z Raciborza do Opawy (przez Krzanowice i Chuchelną) pojawiły się w 1878. Przez wiele lat pozostawały one w sferze planów. Do ich realizacji przyczynił się Timoleon von Lichnovsky, właściciel lokalnych dóbr i fabryk, w tym folwarków Borucin i Bojanów. Z własnych środków sfinansował on prace projektowe nad przyszłą linią. Otwarcie linii nastąpiło 20 października 1895.
Ruch pasażerski uruchomiono na linii w 1941. W 1945, w wyniku działań wojennych, linia znacznie ucierpiała, a torowiska zostały częściowo zniszczone. Krótko po wojnie polskie i czeskie władze kolejowe podjęły zgodną decyzję o rozebraniu odcinka Krzanowice Południowe - Chuchelna. Ruch pasażerski po polskiej stronie (z Raciborza do Krzanowic Południowych) wznowiono latem 1947. W latach 70. i 80. XX wieku uruchamiano na trasie największą liczbę par pociągów (osiem). W rozkładzie jazdy na okres 1992/1993 pozostały dwie pary, ale latem 1993 funkcjonowała już tylko jedna. Z końcem tego roku ruch pasażerski został zlikwidowany.